# SN 2009fw
SN 2009fw – supernowa typu Ia odkryta 6 czerwca 2009 roku w galaktyce E597-G06. W momencie odkrycia miała maksymalną jasność 16,60m.